# Mary Eileen Ahern

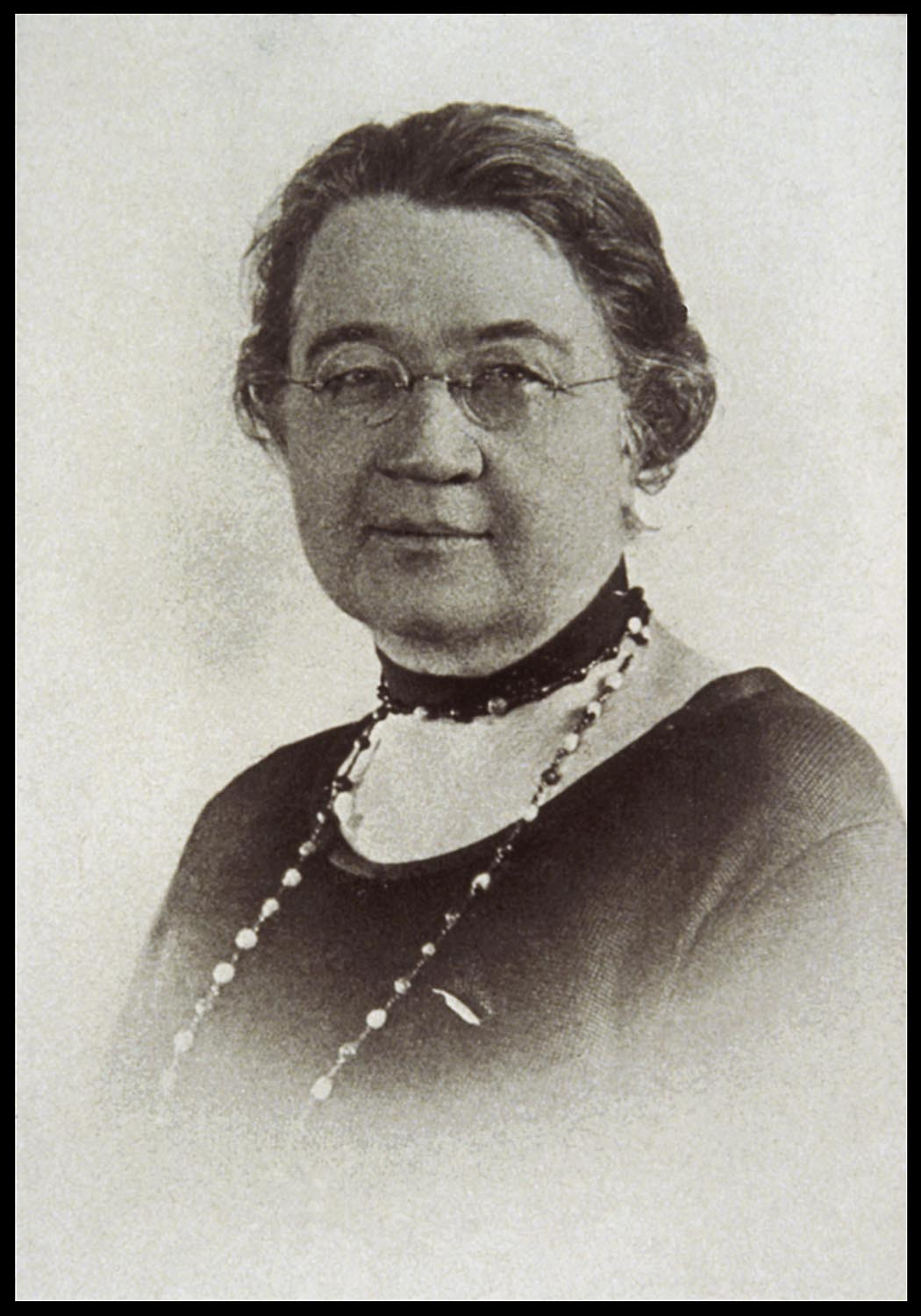
Mary Eileen Ahern (um 1910)

Mary Eileen Ahern (* 1. Oktober 1860 in Indianapolis, Indiana; † 22. Mai 1938 in Atlanta, Georgia) war eine US-amerikanische Bibliothekarin, die führend in der Entwicklung moderner Bibliotheken sowie Herausgeberin der Fachzeitschrift „Public Libraries“ war und 1961 posthum in die Library Hall of Fame der American Library Association (ALA) aufgenommen wurde.

## Leben
Mary Eileen Ahern wuchs als Tochter der aus Irland stammenden Einwanderer William Ahern und Mary O’Neill zunächst auf einer Farm in Indianapolis auf und verzog 1870 mit ihren Eltern nach Spencer, wo sie 1878 die High School abschloss. Nach dem Abschluss eines grundständigen Studiums am Central Normal College, dem heutigen Canterbury College in Danville, mit einem Bachelor of Arts (B.A.) 1881 arbeitete sie bis 1889 als Lehrerin an den öffentlichen Schulen von Bloomfield, Spencer, und Peru. 1889 bewarb sie sich für die Stelle der Staatsbibliothekarin (State Librarian) des Bundesstaates Indiana, eine Stelle, die zu dieser Zeit von der demokratischen Mehrheitspartei in der Indiana General Assembly besetzt wurde. Unbeeindruckt von der Ernennung zur einzigen Hilfsbibliothekarin startete sie in ihre neue berufliche Laufbahn, kontaktierte andere Bibliothekare in Indiana, die sich mit der Organisation öffentlicher Dokumente befassten und berief ein Treffen von Bibliothekaren aus Indiana ein, um eine staatliche Bibliotheksvereinigung zu gründen. Sie trat 1891 der American Library Association (ALA) bei. 1892, nachdem sie die Indiana Library Association gegründet hatte, wurde sie deren führende Kraft als Sekretärin und Schatzmeisterin, eine Position, die sie innehatte, solange sie in Indiana lebte. 1893 wurde sie mit Unterstützung der Demokraten für zwei Jahre zur Staatsbibliothekarin ernannt. Sie setzte sich erfolgreich beim Gesetzgeber dafür ein, die Staatsbibliothek der politischen Kontrolle zu entziehen, obwohl sie sich selbst für eine Wiederernennung ausschließen musste, um die Unterstützung der Republikaner zu gewinnen.

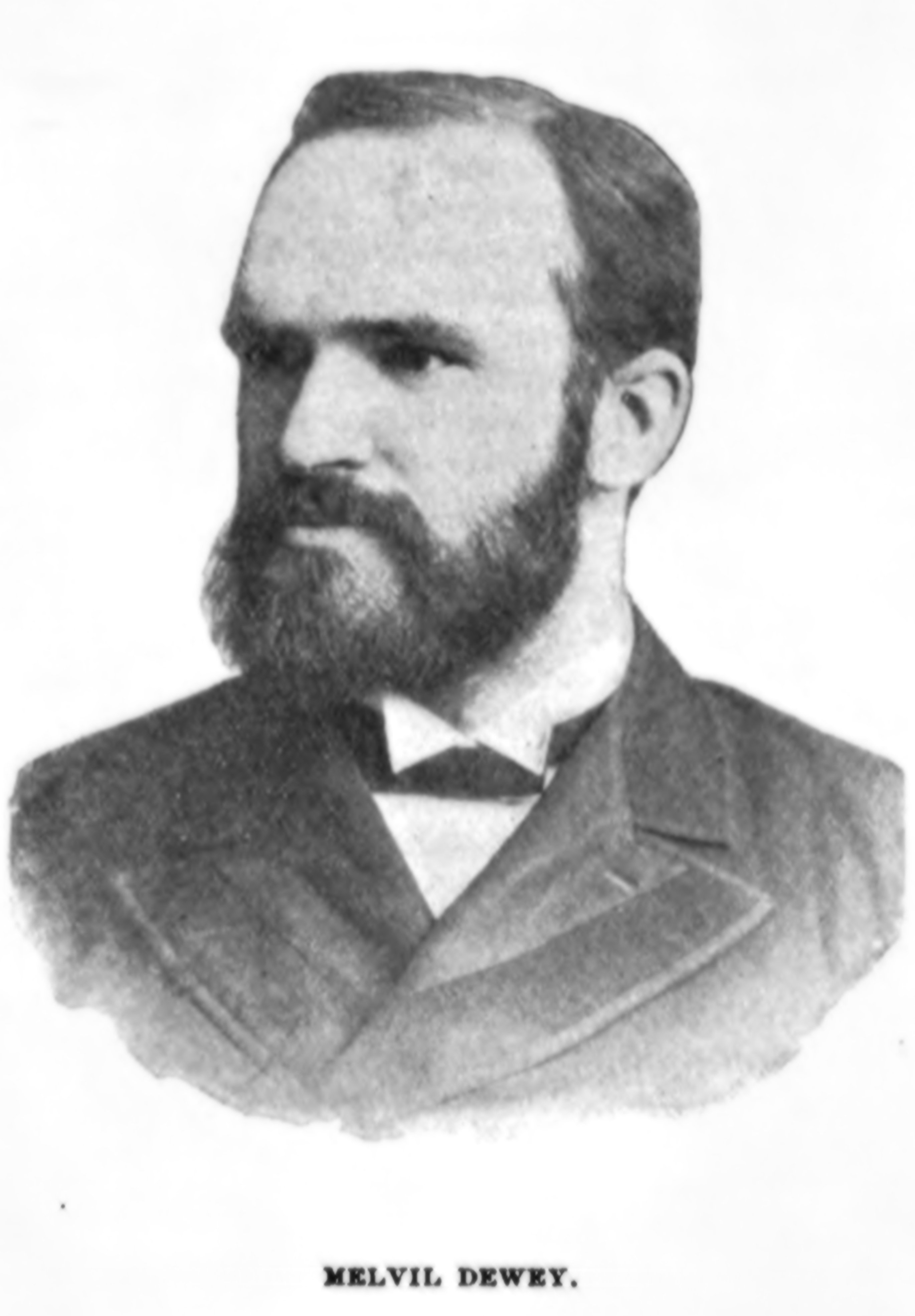
Gemeinsam mit Melvil Dewey, der auch die Dewey-Dezimalklassifikation für Bibliotheken entwickelte, organisierte Mary Eileen Ahern 1897 die Bibliotheksabteilung der National Education Association (NEA) und wurde deren Sekretärin.

Als ihre Amtszeit als Staatsbibliothekarin 1895 endete, beschloss sie, die kürzlich gegründete Armour Institute Library School in Chicago zu besuchen. Die formale Bibliotheksausbildung war weniger als ein Jahrzehnt alt, aber Katharine Sharp, die Direktorin der Schule, hatte sich bereits einen Namen gemacht, weil sie Studenten in den neuesten Methoden ausbildete. Noch bevor Ahern den einjährigen Kurs abschloss, wurde ihr die Stelle angeboten, die zu ihrem Lebenswerk wurde, die Herausgeberschaft einer neuen Fachzeitschrift, Public Libraries, die in Chicago erscheinen sollte. Sie absolvierte den Studiengang für Bibliothekare im April 1896 und geb. im Mai 1896 die erste Ausgabe der neuen Zeitschrift heraus. Als Chefredakteurin plante Ahern, „alle Phasen der Bibliotheksarbeit auf eine prägnante, einfache Weise zu behandeln, die denjenigen, die sie brauchen, die beste Hilfe bietet“ (to deal with all phases of library work in a concise, simple way, such as will give the best aid to those who need it.). Abonnenten erhielten für einen US-Dollar zehn Ausgaben im Jahr mit einem garantierten Umfang von mindestens dreihundert Seiten. Public Libraries richtete sich insbesondere an ungeschulte Bibliothekare, die zu der Zeit fast ausschließlich Frauen waren, die die neuen Bibliotheken, die in kleinen Städten im Mittleren Westen eröffnet wurden, mit Personal versorgten. Sie veröffentlichte Artikel über Methoden der Bibliotheksorganisation, wie der Dewey-Dezimalklassifikation und elementare Geschäftsmethoden, wie „Geschäftsbriefe, Bestellen von Korrespondenz, [und] wie man mit Direktoren und Treuhändern umgeht“ (business letters, ordering correspondence, [and] how to get on with directors and trustees.). Sie veröffentlichte auch Bibliotheksnachrichten, insbesondere Nachrichten von Bibliotheksorganisationen, die fast ein Viertel der Artikel ausmachten. Ferner ermutigte sie ihre Leser, sich als Teil einer professionellen Gemeinschaft zu betrachten, die vom „wahren Bibliotheksgeist“ (the true library spirit) durchdrungen ist. Bibliothekare kleiner öffentlicher Bibliotheken waren nicht die einzigen, die die praktischen Ratschläge und Bibliotheksnachrichten der Zeitschrift nützlich fanden. 1926 wurde der Name der Zeitschrift in Libraries geändert, um die breitere Leserschaft widerzuspiegeln. Bis dahin war es eine von zwei allgemein anerkannten US-amerikanischen Zeitschriften für professionelle Bibliotheken und die Auflage näherte sich dreitausend Exemplaren, die auf der ganzen Welt vertrieben wurden. Als Ahern 1931 beschloss, sich wegen Sehschwäche zurückzuziehen, stellten die Sponsoren die Zeitschrift ein. Einer von ihnen sagte: „Libraries ohne ihren derzeitigen Herausgeber ist unmöglich“ (‚Libraries‘ without its present editor is impossible).
Ihr ganzes Leben lang widmete Ahern einen Großteil ihrer Tätigkeit Organisationen. Sie nahm von 1893 bis 1931 an jeder Konferenz der American Library Association teil und war Mitglied des Rates und einer Vielzahl von Ausschüssen. Zusammen mit Melvil Dewey organisierte sie 1897 die Bibliotheksabteilung der National Education Association (NEA) und wurde deren Sekretärin. Als Gründungsmitglied des selektiven American Library Institute, das 1905 von Dewy gegründet wurde, diente sie auch viele Jahre als dessen Sekretärin. Sie wurde des Weiteren 1908, 1909 und 1915 zur Präsidentin der Illinois State Library Association gewählt. Von Januar bis Juni 1919 diente sie als Koordinatorin für die Öffentlichkeitsarbeit des Overseas Library War Service der Vereinigung in Frankreich. Ihre Artikel über die Verteilung von Büchern an Soldaten in Krankenhäusern und Lagern erschienen in Publikationen wie den Chicago Daily News und The Christian Science Monitor. Sie forderte ihre Leser wiederholt auf, die Bibliotheksbewegung durch die Teilnahme an Bibliotheksverbänden zu fördern. Carl H. Milam, der langjährige Geschäftsführer der American Library Association, gab ihr „einen sehr großzügigen Anteil an der Anerkennung für die gestiegene Größe und Stärke der amerikanischen Bibliotheksorganisationen“ (a very generous share of the credit for the increased size and vigor of American library organizations). Neben Berufsverbänden gehörte sie ferner zahlreichen sozialen, literarischen, bürgerlichen und philanthropischen Organisationen an. Trotz Mitgliedschaften in der Illinois Women’s Press Association, dem Chicago Women’s Club und dem Women’s City Club of Chicago unterstützte sie das Frauenwahlrecht nicht. Sie förderte jedoch die Karrieren vieler Frauen. Ihr riesiges Netzwerk an persönlichen Kontakten ermöglichte es ihr, als „ein ganzes Personalbüro in sich selbst“ (a whole personnel bureau in herself) zu fungieren. Ahern erlitt einen Herzinfarkt und starb in einem Zug außerhalb von Atlanta.
Mary Ahern war eine Frau voller Energie, Überzeugung und Talent. Mitarbeiter sprachen von ihrer „Kraft und Schnelligkeit und ihrem Humor“ (vigor and snap and humor), ihrem „Enthusiasmus und ihrer kraftvollen Persönlichkeit“ (enthusiasm and forceful personality) und ihrer „furchtlosen Unabhängigkeit“ (fearless independence). Sie war eher eine Publizistin und Popularisiererin als eine Urheberin. Im Gegensatz zu Professionalisierern, die den Status von Bibliothekaren durch erhöhte Bildungsanforderungen und den Ausschluss von Freiwilligen verbessern wollten, betonte Ahern die Basisentwicklung von Bibliothekaren. Sie machte Informationen über Bibliotheksmethoden weithin verfügbar und ermutigte Mitarbeiter in kleinen und ländlichen Bibliotheken, sich an beruflichen Aktivitäten zu beteiligen. Die weit verbreitete Übernahme von Standardmethoden der Bibliotheksorganisation und ihr Einfluss auf das Wachstum der professionellen Gemeinschaft waren dabei ihre wichtigsten Beiträge. 1961 wurde sie posthum in die Library Hall of Fame der American Library Association (ALA) aufgenommen.

## Hintergrundliteratur
- Notable American Women, 1607–1950. A Biographical Dictionary, S. 25 f., Band 2, Radcliffe College, 1971 (Onlineversion)
- Doris Cruger Dale: Covering the Library Beat from West Baden to Great Britain: The One and Only Editor of Public Libraries Magazine, in: American Libraries 7, März 1976, S. 125
- Carolyn M. Mulac: „Librarian Militant“: Mary Eileen Ahern and „Public Libraries“, M.A. Thesis, University of Chicago, 1978
- Biographical Dictionary of American Educators, S. 17 f., 1978, ISBN 978-0-313-04012-2 (Onlineversion)
- Guy A. Marco: The American Public Library Handbook, 2012, ISBN 978-1-59158-910-5 (Onlineversion)
- Mary Ellen Quinn: Historical Dictionary of Librarianship, S. 32, 2014, ISBN 978-0-8108-7545-6 (Onlineversion)